# Главное казначейство

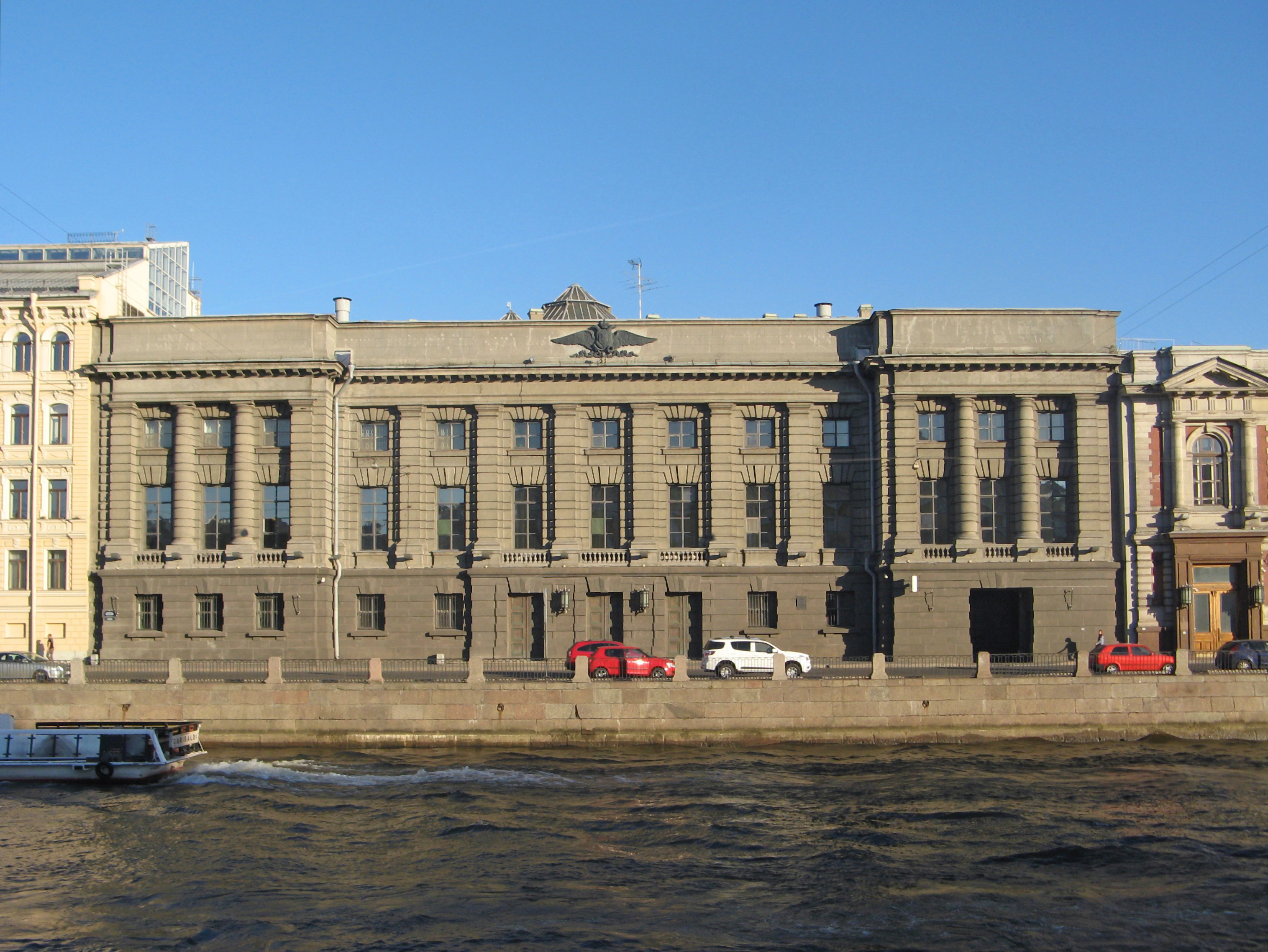
Здание Главного казначейства

Гла́вное казначе́йство — одно из основных финансовых ведомств Российской империи.
Главное казначейство было открыто в Санкт-Петербурге в качестве центральной государственной кассы в 1821 году и с тех пор состояло в ведении одновременно с ним учрежденного департамента государственного казначейства министерства финансов.
На главное казначейство возлагался приём, хранение, отпуск и счетоводство сумм на расходы, производимые по общему государственному управлению; через посредство его центральные учреждения производили расходы в столице и открывали кредиты в губерниях Империи.
На главное казначейство было также возложено хранение специальных и депозитных сумм центральных учреждений (за исключением специальных капиталов Священного Синода), сумм эмеритальных касс, Александровского комитета о раненых и комитета призрения заслуженных гражданских чиновников.